# Non-breaking space
În procesarea de text și compoziția de text digitală⁠(d), un non-breaking space (lit. spațiu care nu întrerupe), numit și NBSP, este un caracter de spațiu⁠(d) care împiedică o întreruperea automată a rândului⁠(d) în poziția sa. În unele formate, inclusiv HTML, el împiedică și caracterele de spațiu⁠(d) care urmează după el să se plieze într-un singur spațiu. Există și alte caractere de spațiu care împiedică întreruperea, dar au alte lățimi.

## Utilizări și variații
Deși are aspect și utilizare similară cu alte spații⁠(d), la acest caracter diferă comportamentul contextual.

### Neîntreruperea la final de rând
Software-ul de procesare a textului presupune de obicei că un rând poate fi încheiat oriunde apare un caracter de spațiu; un non-breaking space împiedică acest lucru să se întâmple (cu condiția ca software-ul să recunoască caracterul). De exemplu, dacă textul „100 km” nu încape la sfârșitul unui rând, software-ul poate introduce o întrerupere de linie între „100” și „km”. Un redactor care consideră că acest comportament este nedorit poate alege să folosească un non-breaking space între „100” și „km”. Aceasta garantează că textul „100 km" nu va fi întrerupt: dacă nu încape la capătul unui rând, este mutat în întregime pe rândul următor.

### Neplierea spațiilor
O a doua aplicație comună a lui non-breaking space este în formatele de fișier de text simplu, cum ar fi SGML⁠(d), HTML, TeX și LaTeX, ale căror motoare de redare sunt programate să trateze secvențe de caractere de spațiu⁠(d) (spațiu, linie nouă, taburi, form feed⁠(d) etc.) ca și cum ar fi un singur caracter (dar acest comportament poate fi suprascris). O astfel de „pliere” a spațiilor permite autorului să aranjeze ordonat textul sursă folosind întreruperi de linie, indentare și alte forme de spațiere, fără a afecta rezultatul final al tipăririi⁠(d).
Non-breaking space nu se pliază cu caracterele de spațiu învecinate atunci când se afișează. Ca atare, ele pot fi folosite de autor pentru a introduce pur și simplu spațiu vizibil suplimentar în rezultatul tipăririi, fără a utiliza intervale stilate cu valori specifice ale proprietății CSS „white-space”. Utilizarea fără discernământ (vezi utilizarea recomandată în îndrumarele de stil⁠(d)) poate produce spații nedorite.

### Variațiea lățimii
Există și alte spații cu aceleași proprietăți, definite în Unicode:
U+202F   narrow no-break space (HTML &#8239; ·  NNBSP)
Din cauza apropierii mai strânse între valoare și unitate ca element vizual continuu, NNBSP este recomandat a fi folosit în standardul SI. El a fost introdus în Unicode 3.0 pentru limba mongolă, pentru a separa un sufix de radicalul cuvântului, indicând o limită a cuvântului. Este necesar și pentru punctuația mare (fiind numit uneori imprecis „dublă punctuație”) în franceză unde se numește espace fine insécable (înainte de ;, ?, !, », › și după «, ‹; astăzi denumit adesea (de exemplu în DTP francez „) de școală nouă” dar și înainte de :) și în germană între abrevieri cu mai multe părți (cum ar fi „z. B.”, „d. h.”, „v. l. n. r.”). Când se folosește în mongolă, lățimea lui este de regulă o treime din spațiul normal; în alte contexte, lățimea lui este de circa 70% dintr-un spațiu normal, dar se poate asemăna cu cea a lui Thin space⁠(d) (U+2009), cel puțin în unele fonturi. Începând cu versiunea 34 a Unicode Common Locale Data Repository (CLDR), NNBSP este folosit în numere ca separator de grup în franceză, și din versiunea 44, și în venețiană. Spaniola înclină să-l folosească și ea la fel.
U+2007   figure space
Produce un spațiu egal cu caracterele cifră (0–9).
U+2060  word joiner (HTML &#8288; ·  WJ)
Codificat în Unicode din versiunea 3.2. Word joiner nu produce niciun spațiu, dar împiedică o întrerupere de rând în poziția lui.

## Exemple
În browsere, redimensionarea ferestrei va demonstra efectul spațiilor neîntrerupte asupra textelor de mai jos.
Pentru a arăta efectul non-breaking space, următoarele cuvinte au fost separate cu acest tip de spațiu:

Lorem Ipsum Dolor Sit Amet Consectetur Adipiscing Elit Sed Do Eiusmod Tempor Incididunt Ut Labore Et Dolore Magna Aliqua Ut Enim Ad Minim Veniam Quis Nostrud Exercitation Ullamco Laboris Nisi Ut Aliquip Ex Ea Commodo Consequat Duis Aute

Pentru a arăta comportamentul nepliant al lui non-breaking space, următoarele cuvinte au fost separate cu un număr tot mai mare de astfel de spații:

Lorem Ipsum  Dolor   Sit    Amet     Consectetur      Adipiscing       Elit        Sed         Do          Eiusmod           Tempor            Incididunt             Ut              Labore               Et                Dolore                 Magna                  Aliqua                   Ut                    Enim                     Ad                      Minim

În schimb, următoarele cuvinte sunt separate cu spații obișnuite:

Lorem Ipsum Dolor Sit Amet Consectetur Adipiscing Elit Sed Do Eiusmod Tempor Incididunt Ut Labore Et Dolore Magna Aliqua Ut Enim Ad Minim Veniam Quis Nostrud Exercitation Ullamco Laboris Nisi Ut Aliquip Ex Ea Commodo Consequat Duis Aute

Aici, ele sunt separate cu narrow non-breaking space, pentru a arăta dimensiunea acestora:

Lorem Ipsum Dolor Sit Amet Consectetur Adipiscing Elit Sed Do Eiusmod Tempor Incididunt Ut Labore Et Dolore Magna Aliqua Ut Enim Ad Minim Veniam Quis Nostrud Exercitation Ullamco Laboris Nisi Ut Aliquip Ex Ea Commodo Consequat Duis Aute

## Codificări
| Caracter |                               |                               |              |              |                       |                       | ⁠            | ⁠            |
| --- | ----------------------------- | ----------------------------- | ------------ | ------------ | --------------------- | --------------------- | ----------- | ----------- |
| Nume Unicode | NO-BREAK SPACE                | NO-BREAK SPACE                | FIGURE SPACE | FIGURE SPACE | NARROW NO-BREAK SPACE | NARROW NO-BREAK SPACE | WORD JOINER | WORD JOINER |
| Codare | zecimal                       | hex                           | zecimal      | hex          | zecimal               | hex                   | zecimal     | hex         |
| Unicode | 160                           | U+00A0                        | 8199         | U+2007       | 8239                  | U+202F                | 8288        | U+2060      |
| UTF-8 | 194 160                       | C2 A0                         | 226 128 135  | E2 80 87     | 226 128 175           | E2 80 AF              | 226 129 160 | E2 81 A0    |
| Referință caracter numeric | &#160;                        | &#xA0;                        | &#8199;      | &#x2007;     | &#8239;               | &#x202F;              | &#8288;     | &#x2060;    |
| Referință caracter | &nbsp;                        | &nbsp;                        |              |              |                       |                       |             |             |
| ISO/IEC 8859⁠(d) (1–16) / ECMA-94⁠(d) | 160                           | A0                            |              |              |                       |                       |             |             |
| Seturi de caractere Windows⁠(d): 1250⁠(d), 1251⁠(d), 1252⁠(d), 1253⁠(d), 1254⁠(d), 1255⁠(d), 1256⁠(d), 1257⁠(d), 1258⁠(d)                                         | 160                           | A0                            |              |              |                       |                       |             |             |
| KOI8-R⁠(d), KOI8-U⁠(d) | 154                           | 9A                            |              |              |                       |                       |             |             |
| Seturi de caractere DOS: 437⁠(d), 850⁠(d), 851, 852, 853, 855, 856, 857, 858⁠(d), 859, 860, 861⁠(d), 862⁠(d), 863⁠(d), 864⁠(d), 865⁠(d), 866⁠(d), 867⁠(d), 869⁠(d) | 255                           | FF                            |              |              |                       |                       |             |             |
| HP Roman-8⁠(d), HP Roman-9⁠(d) | 160                           | A0                            |              |              |                       |                       |             |             |
| LICS⁠(d) | 154                           | 9A                            |              |              |                       |                       |             |             |
| TeX | ~                             | ~                             | \phantom{9}  | \phantom{9}  | \,                    | \,                    | \nobreak    | \nobreak    |
| EBCDIC⁠(d) | hex: 41 – RSP, Required Space | hex: 41 – RSP, Required Space |              |              |                       |                       |             |             |

În Unicode, byte order mark (BOM), U+FEFF, se poate interpreta ca „no-break space” de lățime zero, dar este doar o alternativă învechită pentru word joiner (U+2060).

## Metode de introducere de la tastatură
Foarte rar, în standarde naționale sau internaționale de dispunere a tastelor pe tastatură se definește o metodă de introducere a spațiilor de tip NBSP. O excepție o constituie tastatura multilingvă finlandeză, aprobată ca standard național SFS 5966 în 2008. Conform SFS 5966, non-breaking space se poate introduce prin combinația de taste AltGr⁠(d) + Spațiu⁠(d).
De regulă, autorii de drivere de tastatură și cei de programe de aplicații (de exemplu, procesoare de text) și-au gândit propriile scurtături pe tastatură⁠(d) pentru non-breaking space.